# Desmia melanopalis
Desmia melanopalis là một loài bướm đêm trong họ Crambidae.